# Enerthenema
Enerthenema ist eine Gattung von Schleimpilzen aus der Familie der Stemonitidae. Die Gattung umfasst vier Arten, drei von ihnen sind auf der Nordhalbkugel verbreitet, eine weltweit.

## Merkmale
Die Fruchtkörper sind gestielte Sporokarpe, die kugelförmig bis abgeflacht kugelförmig sind, der Stiel besteht aus mehreren miteinander verflochtenen Fasern. Das Peridium ist früh hinfällig, gelegentlich bleibt am äußeren Ende des Stiels ein sehr kleiner Kragen zurück. Die Columella reicht bis zum Scheitel und verbreitert sich dort trichterartig zu einer Scheibe.
Das gabelartig verzweigte Capillitium wächst von der Scheibe der Columella aus und hängt frei herab. Die Sporen sind in der Masse braun bis schwarz.

## Verbreitung
Die Gattung ist aus Europa (Spanien, Frankreich, Österreich, Polen), in Asien (Japan) und Nordamerika (USA, Kanada) bekannt, eine Art allerdings (Enerthenema papillatum) ist weltweit verbreitet. Alle Arten wachsen auf Totholz, zwei Arten (Enerthenema melanospermum, Enerthenema intermedium) sind nivicol, fruktifizieren also erst nach einer längerfristig geschlossenen Schneedecke.

## Systematik und Forschungsgeschichte
Die Gattung wurde 1830 von John Eddowes Bowman erstbeschrieben, Typusart ist die gleichzeitig von ihm erstbeschriebene Enerthenema elegans, die später mit Enerthenema papillatum synonymisiert wurde. Die Gattung umfasst vier Arten:
- Enerthenema papillatum
- Enerthenema berkeleyanum
- Enerthenema melanospermum
- Enerthenema intermedium

## Nachweise
1. 1 2 3 4  Hermann Neubert, Wolfgang Nowotny, Karlheinz Baumann, Heidi Marx: Die Myxomyceten Deutschlands und des angrenzenden Alpenraumes unter besonderer Berücksichtigung Österreichs. Band 3: Stemonitales. Karlheinz Baumann Verlag, Gomaringen 2000, ISBN 3-929822-02-4, S. 89–101.